# Oberzissen
Oberzissen település Németországban, Rajna-vidék-Pfalz tartományban. Lakosainak száma 1113 fő (2023. december 31.).

## Népesség
A település népességének változása:
| Lakosok száma | 826  | 1090 | 1087 | 1100 | 1109 | 1113 |
|               | 1975 | 2017 | 2019 | 2021 | 2022 | 2023 |